# Alice Sara Ott

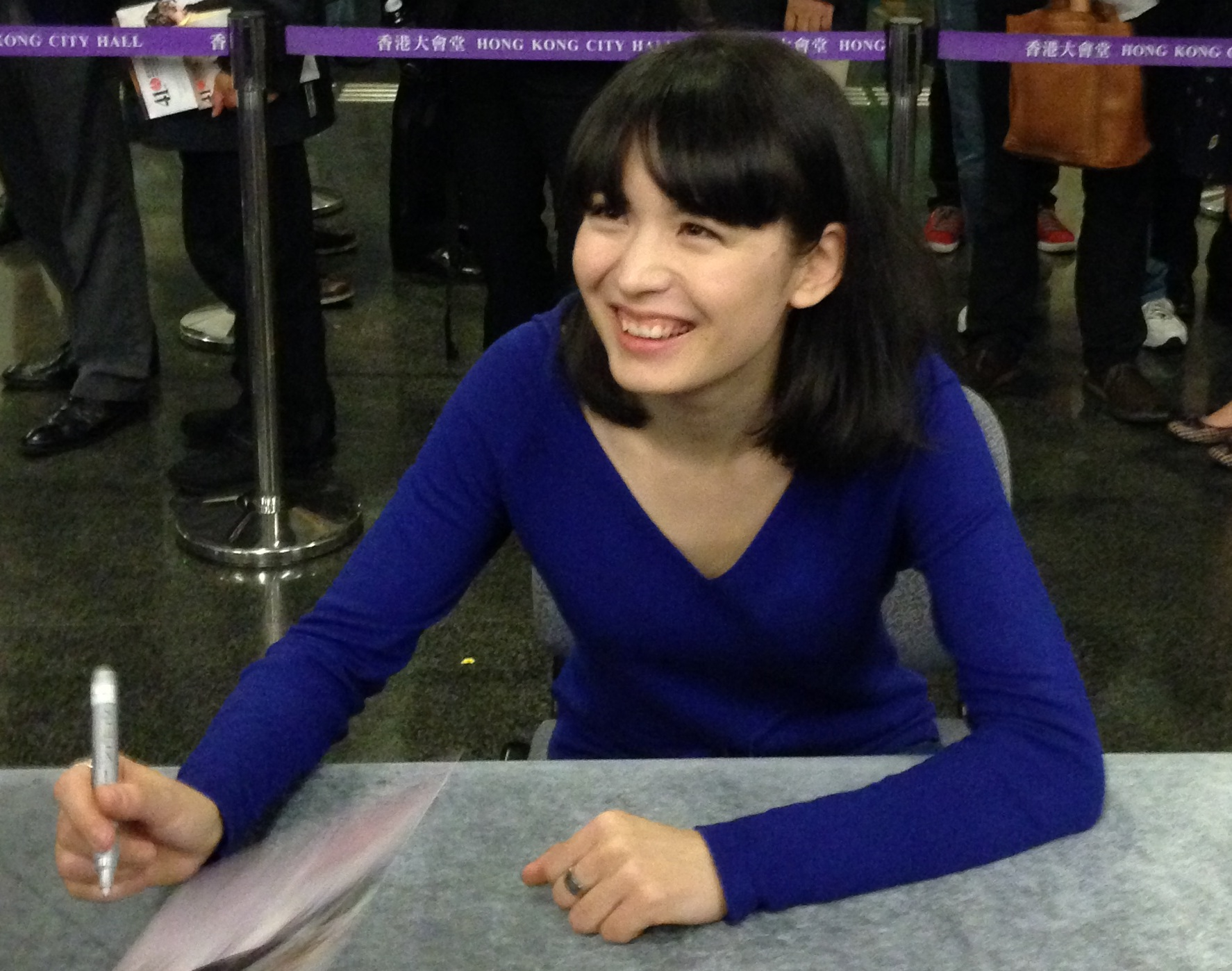
Alice Sara Ott i Hongkong 2013

Alice Sara Ott, född 1 augusti 1988 i München i dåvarande Västtyskland, är en tysk-japansk konsertpianist.
Ott började ta pianolektioner vid fyra års ålder och när hon var tolv började hon studera vid Mozarteum i Salzburg. År 2008 skrev hon skivkontrakt med Deutsche Grammophon och har där spelat in verk av bland andra Liszt, Beethoven och Musorgskij. Ott har samarbetat med Kungliga Filharmoniska Orkestern i Stockholm, bland annat under deras turné i Japan 2010.